# Naucelle

Naucelle este o comună în departamentul Aveyron din sudul Franței. În 1 ianuarie 2022 avea o populație de 2.017 de locuitori.